# Paralimnophila (Paralimnophila) tarra
Paralimnophila (Paralimnophila) tarra is een tweevleugelige uit de familie steltmuggen (Limoniidae). De soort komt voor in het Australaziatisch gebied.